# ミレニアム・フィルムズ
ミレニアム・フィルムズ（Millennium Films）は、ニュー・イメージ傘下の映画製作・配給会社。代表はアヴィ・ラーナー。本社は、ロサンゼルスにある。社名ロゴはすでに変更されている。最初に使われた映画は『コナン・ザ・バーバリアン』である。
2017年2月には中国の聯合睿康集団が株の過半数である51％を1億ドルで取得すると発表し、買収されることになった。

## 製作作品
- デイ・オブ・ザ・デッド
- テラー・トレイン
- エージェント・オブ・ウォー
- チャック・ノリス in 地獄の銃弾
- ランボー/最後の戦場
- ボビーZ
- 88ミニッツ
- ザ・クリーナー 消された殺人
- エンドゲーム 大統領最期の日
- 勇者たちの戦場
- ディテクティヴ
- 沈黙の傭兵
- ブラック・ダリア
- 16ブロック
- ロンリーハート
- バイバイ、ママ
- カリフォルニア・トレジャー
- ウィッカーマン
- バッド・ルーテナント
- エクスペンダブルズ
- クロッシング
- ボーダー
- ストーン
- ドライブ・アングリー3D
- ソリタリー・マン
- 陰謀の代償
- メカニック
- コナン・ザ・バーバリアン
- ブレイクアウト
- エクスペンダブルズ2
- ゲットバック
- スマイル、アゲイン
- ザ・ヘラクレス
- エクスペンダブルズ3 ワールドミッション
- パーフェクト・プラン
- リピーテッド
- サバイバー
- クリミナル 2人の記憶を持つ男